# Birchtilo
Birchtilo (... – dopo il 1005) fu Graf (conte) del langraviato di Breisgau dal 990.
È possibile che tra coloro che morirono nella battaglia di Capo Colonna ci fosse un conte di Breisgau con lo stesso nome e che questo fosse suo padre. Poiché Birchtilo è un vezzeggiativo di Berthold (Bertoldo) e questo conte sarebbe il conte Bertoldo I, il suo presunto figlio è anche chiamato Bertoldo II.

## Biografia
Intorno all'anno 993 Birchtilo fondò l'abbazia di San Ciriaco a Sulzburg. Voleva essere sepolto nella chiesa del monastero di San Ciriaco e donò al monastero per il suo mantenimento tutto ciò che possedeva in proprietà ereditate a Weiler (vicino all'odierna Badenweiler), Rinken (vicino a Steinenstadt), Rimsingen, Reuthe, Vörstetten e Buggingen. In un altro documento del 993, è riportato che Birchtilo convinse con successo il re Ottone III a rinunciare al Königsgut di Sulzburg a favore del monastero.
Eduard Heyck formulò l'ipotesi secondo la quale vi sia una piccola possibilità che non sia stato Birchtilo a fondare il monastero, ma un chierico di nome Becilin. Il 25 giugno 1004, Becilin ottenne dal re Enrico II, tramite il vescovo di Basilea, Adalbero II, il permesso per il monastero di stabilire a Rinken un mercato con dogana, un tribunale del mercato e la protezione della pace del mercato.
Alfons Zettler sostiene che Birchtilo e Becilin siano la stessa persona e che successivamente entrò nel monastero: egli infatti fondò il monastero per paura dell'imminente fine del mondo al volgere del millennio e si dimise dalla carica comitale. Secondo l'interpretazione di Zettler, Becilin/Berchtilo donò il monastero di Sulzburg insieme al fratello Gebeardo (Gebhard, chiamato anche Gebizo) al principato vescovile di Basilea nel 1010.
Heyck sostiene che i Berchtilo e Gebizo fossero gli eredi del fondatore del monastero, che non poterono ancora succedergli a causa della sua morte prematura. Heck lo fa risalire al "1005 circa", poiché negli anni 1006, nel 1007 e nell'epoca della suddetta donazione nel 1010, un Adalbero è menzionato nell'ufficio comitale. Per Heyck, Adalbero è il fratello di Berchtilo e quindi lo zio dei suoi figli Berchtilo e Gebizo.
Secondo lo studioso, a questa donazione erano presenti anche i conti borgognoni Rodolfo e Bertoldo, che apparvero insieme più volte tra il 1010 e il 1019. Rodolfo fu il nonno del futuro anti-re Rodolfo di Rheinfelden. Heyck fa identificare Bertoldo con Bezelino di Villingen, il padre di Bertoldo I († 1078), il primo duca di Zähringer. Wilbaldo di Stablo (1098–1158) lo menziona sia nell'albero genealogico di Federico Barbarossa che nell'albero genealogico della sua prima moglie Adela di Vohburg.
Per Zettler, Bezelino di Villingen è il conte in Turgovia menzionato nel 998, che in questo periodo seguì Ottone III nella sua Italienzug e nel 999 ricevette i diritti di mercato, di conio e di dogana per i suoi possedimenti nella regione di Baar intorno a Villingen per i suoi leali servizi bella penisola, che presumibilmente includevano la cattura dell'antipapa Giovanni XVI.
Heyck attesta questi eventi al conte Birchtilo di Breisgau, che considera l'antenato della famiglia Zähringer. Si riferisce alla genealogia degli Zähringer redatta attorno al 1300 dai monaci dell'abbazia di San Pietro nella Foresta Nera. Secondo Zettler, i monaci consideravano Birchtilo e Gebizo (Gebeardo/Gebhard) gli antenati dei fondatori del monastero di Zähringer, Bertoldo II e Gebeardo III di Zähringen, per aumentare l'importanza del loro monastero, fondato "solo" nell'XI secolo, rispetto al più antico monastero di Sulzburg.